# Colțea, Brăila
Colțea este un sat în comuna Roșiori din județul Brăila, Muntenia, România.
La sfârșitul secolului al XIX-lea, satul Colțea era reședința și unicul sat al comunei Colțea din plasa Călmățuiul a județului Brăila. Ea fusese fondată în 1818 și avea 758 de locuitori; în comuna Colțea funcționau o moară cu aburi, o școală mixtă cu 25 de elevi (din care 5 fete), înființată în 1850 și o biserică ridicată în 1872 de locuitori.
În 1925, comuna Colțea făcea parte din aceeași plasă. În Anuarul Socec, ea apare ca având în componență satele Colțea și Florica, având în total 1227 de locuitori.
În 1950, comuna a fost inclusă în raionul Făurei din regiunea Galați, iar în 1968 a revenit la județul Brăila, ea fiind însă desființată, iar satele ei (între care și satul Pribeagu apărut între timp) transferate comunei Roșiori.